# Ciudad Nicolás Romero
Ciudad Nicolás Romero, även Villa Nicolás Romero, är en stad i Mexiko, och administrativ huvudort för kommunen Nicolás Romero i delstaten Mexiko. Staden ingår i Mexico Citys storstadsområde och hade och hade 281 799 invånare vid folkmätningen 2010.

## Galleri

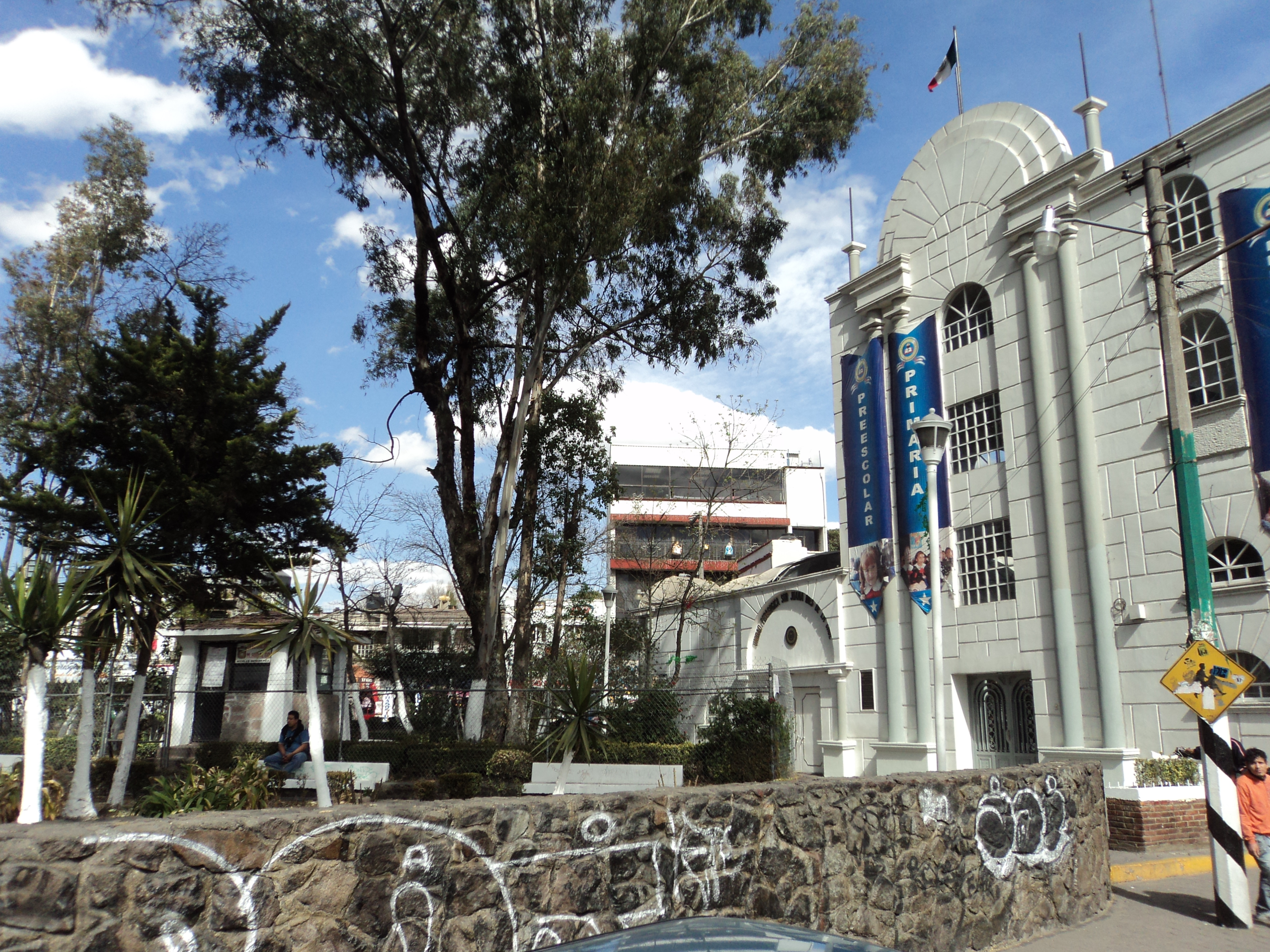
Plaza de San Pedro
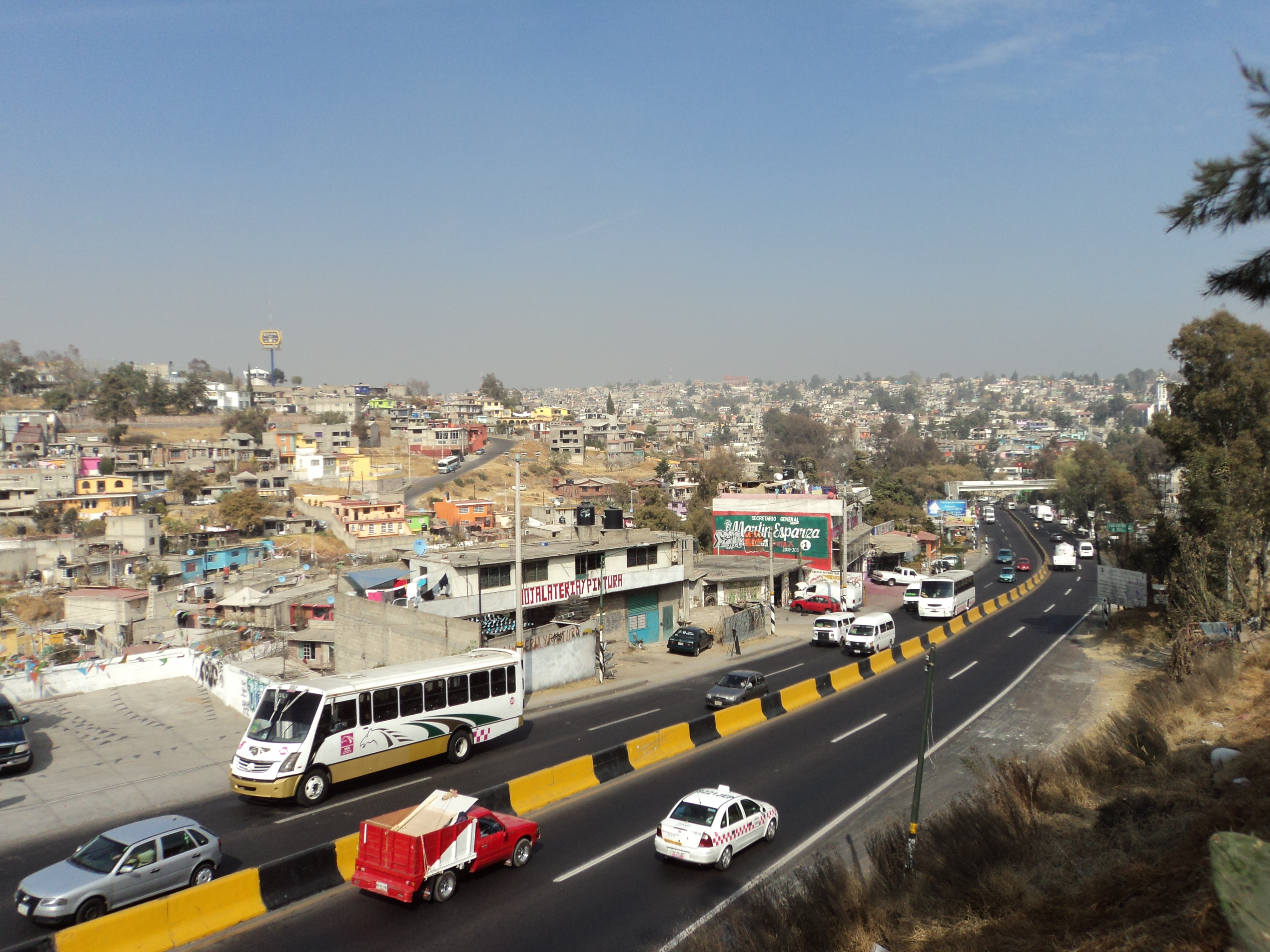
Panorama
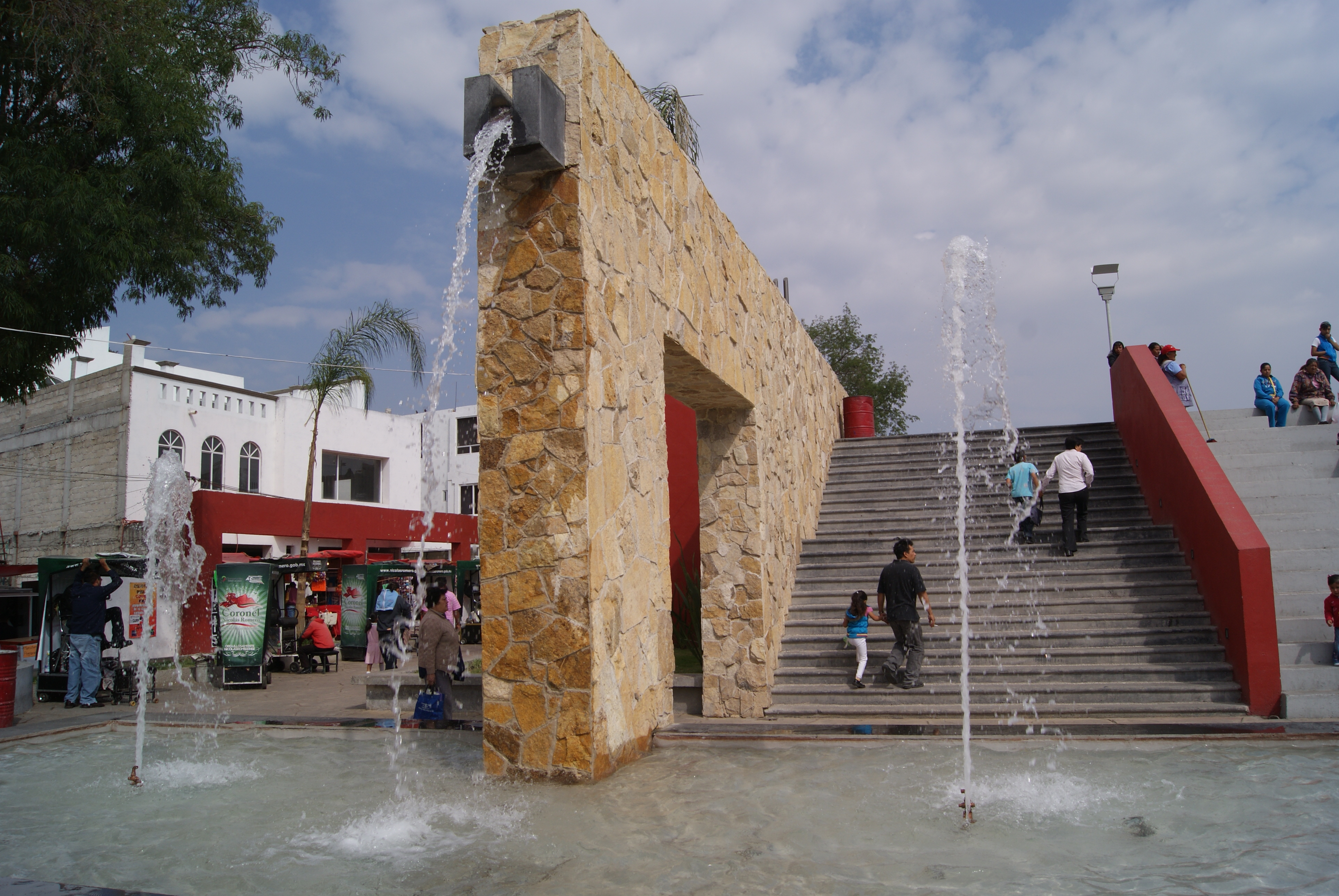
Fontän på torg.
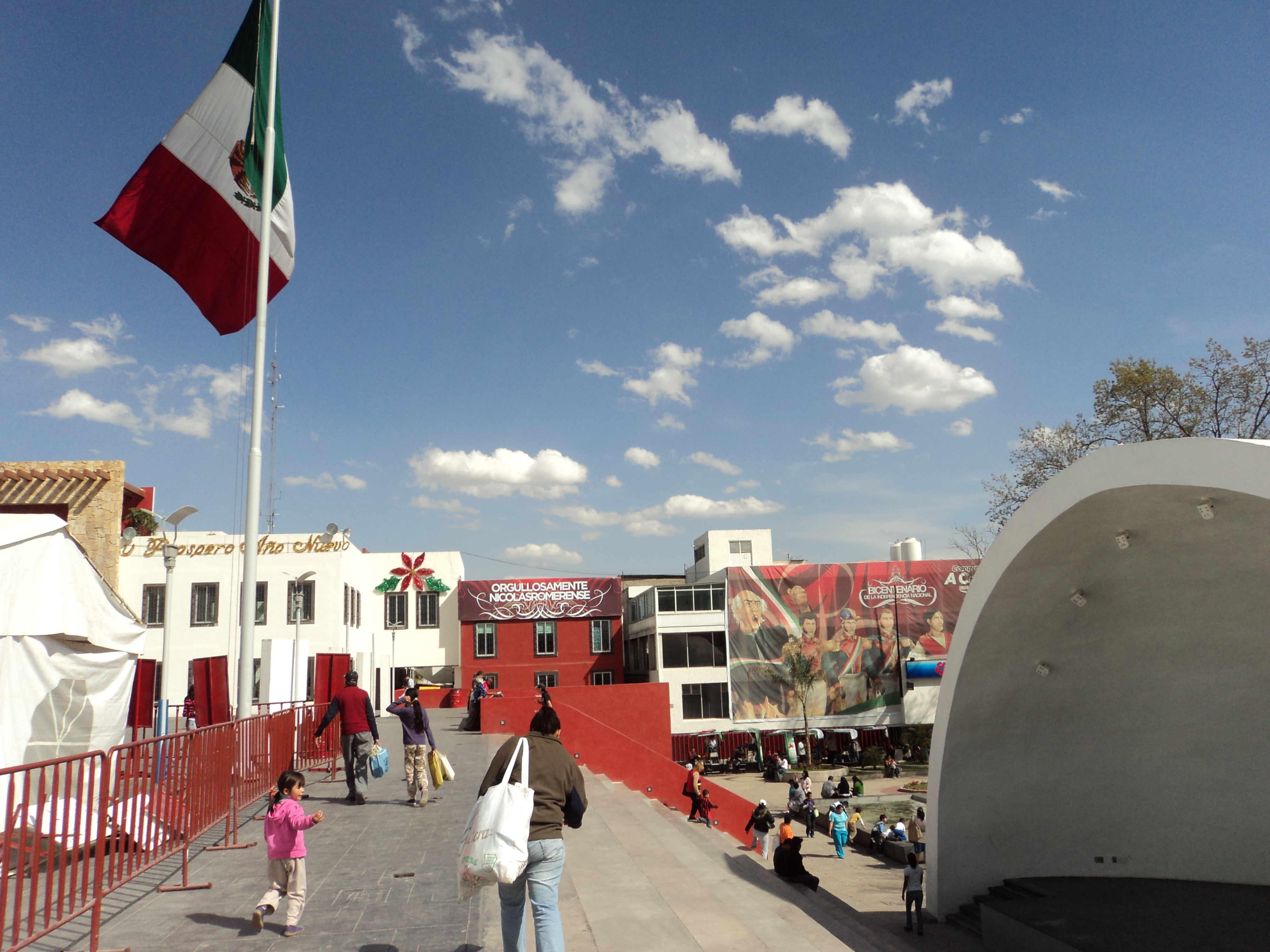
Stadsdelen San Pedro.
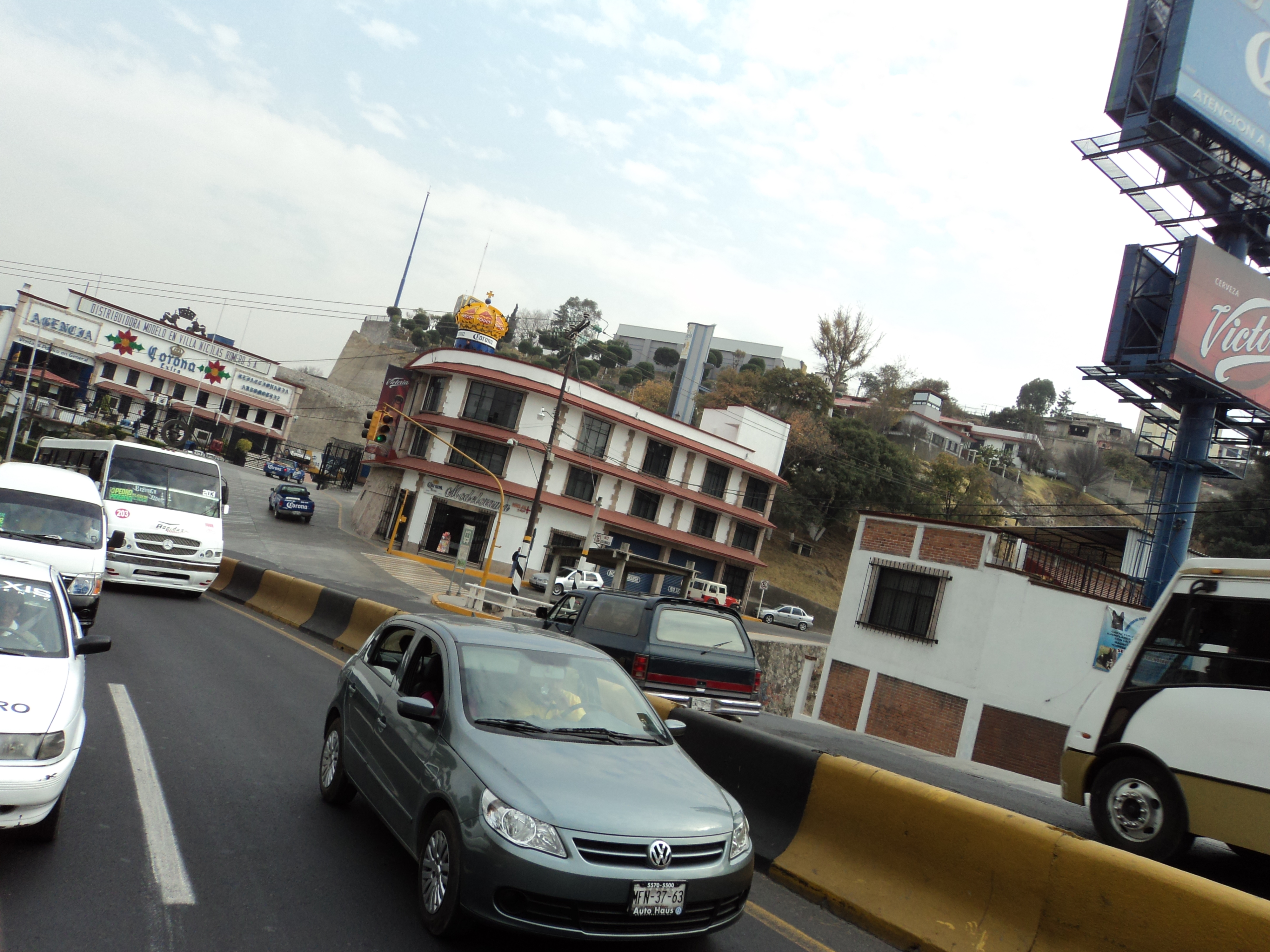
Stadsdelen La Corona.